# リオルナート
リオルナート（伊: Riolunato）は、イタリア共和国エミリア＝ロマーニャ州モデナ県にある、人口約700人の基礎自治体（コムーネ）。

## 地理

### 位置・広がり

#### 隣接コムーネ
隣接するコムーネは以下の通り。
- フィウマルボ
- フラッシノーロ
- ラーマ・モコーニョ
- モンテクレート
- パラーガノ
- ピエヴェペーラゴ
- セストラ

### 気候分類・地震分類
リオルナートにおけるイタリアの気候分類 (it) および度日は、zona F, 3189 GGである。
また、イタリアの地震リスク階級 (it) では、zona 3 (sismicità bassa) に分類される。

## 行政

### 分離集落
リオルナートには、以下の分離集落（フラツィオーネ）がある。
- Serpiano, Castello, Groppo, Castellino di Brocco, Centocroci, Le Polle, Passo Del Lupo

## 姉妹都市
- トースハウン、フェロー諸島